# Lucas Tousart
Lucas Tousart (Arras, 1997. április 29. –) francia korosztályos labdarúgó, az Olympique Lyonnais játékosa, kölcsönben a Hertha BSC csapatától.

## Pályafutása

### Klubcsapatokban
2015. január 24-én debütált a Valenciennes csapatában bajnoki mérkőzésen a másodosztályban a Tours FC ellen. 2015. december 5-én az Olympique Lyonnais csapatában az Angers ellen debütált az első osztályban.
2020 januárjában a német élvonalban szereplő Hertha BSC klubrekordot jelentő 25 millió euróért cserébe szerződtették őt a francia csapattól. A két klub megegyezésének értelmében Tousart a szezon hátralevő részét kölcsönben a Lyonnál töltötte.

### A válogatottban
A francia U19-es labdarúgó-válogatott tagjaként részt vett a 2015-ös U19-es labdarúgó-Európa-bajnokságon és a 2016-oson. Utóbbi tornát meg is nyerték, ami az U19-es válogatottnak a 8. sikere volt.

## Statisztika
A táblázat a 2017. november 26-i állapotnak megfelelően.
| Klub             | Szezon           | Bajnokság | Bajnokság | Kupa  | Kupa  | Ligakupa | Ligakupa | Nemzetközi | Nemzetközi | Egyéb | Egyéb | Összes | Összes |
| Klub             | Szezon           | Mérk.     | Gólok     | Mérk. | Gólok | Mérk.    | Gólok    | Mérk.      | Gólok      | Mérk. | Gólok | Mérk.  | Gólok  |
| ---------------- | ---------------- | --------- | --------- | ----- | ----- | -------- | -------- | ---------- | ---------- | ----- | ----- | ------ | ------ |
| Valenciennes     | 2014–15          | 17        | 0         | 1     | 0     | 0        | 0        | 0          | 0          | 0     | 0     | 18     | 0      |
| Valenciennes     | 2015–16          | 1         | 0         | 0     | 0     | 0        | 0        | 0          | 0          | 0     | 0     | 1      | 0      |
| Valenciennes     | Összesen         | 18        | 0         | 1     | 0     | 0        | 0        | 0          | 0          | 0     | 0     | 19     | 0      |
| Lyon             | 2015–16          | 1         | 0         | 0     | 0     | 0        | 0        | 0          | 0          | 0     | 0     | 1      | 0      |
| Lyon             | 2016–17          | 22        | 1         | 2     | 0     | 1        | 0        | 8          | 1          | 0     | 0     | 33     | 2      |
| Lyon             | 2017–18          | 14        | 0         | 0     | 0     | 0        | 0        | 5          | 0          | —     | —     | 19     | 0      |
| Lyon             | Összesen         | 37        | 1         | 2     | 0     | 1        | 0        | 13         | 1          | 0     | 0     | 53     | 2      |
| Karrier összesen | Karrier összesen | 55        | 1         | 3     | 0     | 1        | 0        | 13         | 1          | 0     | 0     | 72     | 2      |

## Sikerei, díja
- Franciaország U19
  - U19-es labdarúgó-Európa-bajnokság: 2016